# Girls Planet 999
Girls Planet 999 (hangul: 걸스 플래닛 999) é um survival show sul-coreano produzido pela emissora Mnet com o lançamento previsto para 6 de agosto de 2021. É um projeto de grande escala no qual o público, através de votações online e ao vivo, "produz" um girl group escolhendo integrantes dentre 99 trainees de diferentes empresas de entretenimento. Diferente da franquia anterior da emissora, Produce 101, que contava majoritariamente com trainees sul-coreanas, o programa conta com a mesma quantidade trainees sul-coreanas, chinesas e japonesas.

## Conceito
O programa conta com 99 trainees, sendo 33 sul-coreanas, 33 chinesas e 33 japonesas, de diferentes agências de entretenimento, com a finalidade de formar um grupo global de 9 integrantes ao final do programa. Com o conceito de grupo global, foi decidido também que a exibição e a votação do programa também serão globais, a primeira acontecendo pelo YouTube e pela emissora chinesa iQiyi e a segunda pelo aplicativo Universe.

## Mentores

### Planet Master
- Yeo Jin-goo — Apresentador[6]

### K-Pop Masters
- Sunmi[7]
- Tiffany Young[7]

### Vocal / Dance Masters
- Jo Ayoung — Mentora de canto
- Lim Hanbyul — Mentor de canto
- Baek Kookyoung — Mentor de dança
- Jang Juhee — Mentora de dança

## Participantes
Legenda
- Planet Top 9
- Planet Top 9 pela classificação de célula
- Salva pelo Planet Pass
- Eliminada no Episódio 5

| Empresa                    | Nome                                                 | Grupo | Classificações | Classificações | Classificações |
| Empresa                    | Nome                                                 | Grupo | E01 + E02      | E03            | E03            |
| Empresa                    | Nome                                                 | Grupo | E01 + E02      | #              | Pontos         |
| -------------------------- | ---------------------------------------------------- | ----- | -------------- | -------------- | -------------- |
| Trainees individuais       | Han Dana (한다나)                                    | K     | K16            | K31            | 24.374         |
| Trainees individuais       | Ho Szeching (호쓰칭) / (何思澄)                      | C     | C22            | C30            | 25.599         |
| Trainees individuais       | Inaba Vivienne (이나바 비비안) / (稲葉 ヴィヴィアン) | J     | J27            | J24            | 40.667         |
| Trainees individuais       | Jeong Jiyoon (정지윤)                                | K     | K05            | K03            | 1.065.592      |
| Trainees individuais       | Kamikura Rei (카미쿠라 레이) / (神藏 令)             | J     | J16            | J15            | 122.428        |
| Trainees individuais       | Kamimoto Kotone (카미모토 코토네) / (嘉味元 琴音)    | J     | J10            | J16            | 117.496        |
| Trainees individuais       | Kanno Miyu (칸노 미유) / (菅野 美優)                 | J     | J26            | J30            | 25.599         |
| Trainees individuais       | Kim Hyerim (김혜림)                                  | K     | K04            | K22            | 52.096         |
| Trainees individuais       | Kim Sein (김세인)                                    | K     | K24            | K17            | 110.687        |
| Trainees individuais       | Kim Yubin (김유빈)                                   | K     | K29            | K32            | 22.029         |
| Trainees individuais       | Kitajima Yuna (키타지마 유나) / (北島 由菜)          | J     | J24            | J31            | 24.374         |
| Trainees individuais       | Kubo Reina (쿠보 레이나) / (久保 玲奈)               | J     | J16            | J10            | 209.637        |
| Trainees individuais       | Leung Cheukying (령척잉) / (梁卓瀅)                  | C     | C03            | C11            | 183.342        |
| Trainees individuais       | Li Yiman (리이만) / (李伊蔓)                         | C     | C11            | C07            | 351.067        |
| Trainees individuais       | Nakamura Kyara (나카무라 캬라) / (中村 伽羅)         | J     | J32            | J32            | 22.029         |
| Trainees individuais       | Sakamoto Shihona (사카모토 시호나) / (坂本 志穂菜)   | J     | J21            | J05            | 534.755        |
| Trainees individuais       | Sakurai Miu (사쿠라이 미우) / (櫻井 美羽)            | J     | J15            | J09            | 223.105        |
| Trainees individuais       | Shima Moka (시마 모카) / (島 望叶)                   | J     | J25            | J18            | 100.515        |
| Trainees individuais       | Terasaki Hina (테라사키 히나) / (寺崎 日菜)          | J     | J20            | J33            | 20.354         |
| Trainees individuais       | Wu Tammy (우태미) / (吴甜蜜)                         | C     | C04            | C09            | 223.105        |
| Trainees individuais       | Xia Yan (시아옌) / (夏研)                            | C     | C10            | C24            | 40.667         |
| 143 Entertainment          | Kang Yeseo (강예서)                                  | K     | K13            | K04            | 843.274        |
| 143 Entertainment          | Sakamoto Mashiro (사카모토 마시로) / (坂本 舞白)     | J     | J02            | J04            | 843.274        |
| Amuse                      | Okazaki Momoko (오카자키 모모코) / (岡崎 百々子)     | J     | J18            | J17            | 110.687        |
| Avex Management            | Ando Rinka (안도 린카) / (安藤 梨花)                 | J     | J13            | J21            | 54.526         |
| Avex Management            | Aratake Rinka (아라타케 린카) / (荒武 凛香)          | J     | J30            | J27            | 28.721         |
| Avex Artist Academy        | Ezaki Hikaru (에자키 히카루) / (江崎 ひかる)         | J     | J01            | J03            | 1.065.592      |
| BEATMEDIA Entertainment    | Lee Hyewon (이혜원)                                  | K     | K08            | K14            | 148.979        |
| Biscuit Entertainment      | Arai Risako (아라이 리사코) / (新井 理沙子)          | J     | J07            | J06            | 502.682        |
| Biscuit Entertainment      | Murakami Yume (무라카미 유메) / (村上 結愛)          | J     | J04            | J29            | 27.886         |
| Biscuit Entertainment      | Seo Youngeun (서영은)                                | K     | K10            | K02            | 1.176.035      |
| Blockberry Creative        | Choi Yeyoung (최예영)                                | K     | K02            | K10            | 209.637        |
| Blockberry Creative        | Joung Min (정민)                                     | K     | K25            | K20            | 62.168         |
| Blockberry Creative        | Ryu Sion (류시온)                                    | K     | K21            | K33            | 20.354         |
| BRIDGE JAPAN Inc.          | Hayashi Fuko (하야시 후코) / (林 楓子)               | J     | J08            | J20            | 62.168         |
| BRIDGE JAPAN Inc.          | Oki Fuka (오키 후카) / (沖 楓花)                     | J     | J23            | J25            | 34.587         |
| CAT'S EYE                  | Okuma Sumomo (오쿠마 스모모) / (大熊 李)             | J     | J19            | J22            | 52.096         |
| CAT'S EYE                  | Ikema Ruan (이케마 루안) / (池間 琉杏)               | J     | J29            | J28            | 27.914         |
| Cube Entertainment         | Choi Yujin (최유진)                                  | K     | K06            | K01            | 1.328.882      |
| Cube Entertainment         | Lee Yunji (이윤지)                                   | K     | K07            | K29            | 27.886         |
| Echo Entertainment         | Poon Wingchi (풍윙치) / (潘永志)                     | C     | C20            | C26            | 30.194         |
| EMT Skies                  | Su Ruiqi (수루이치) / (苏芮琪)                       | C     | C02            | C03            | 1.065.592      |
| Evermore Music             | Lee Sunwoo (이선우)                                  | K     | K12            | K26            | 30.194         |
| Fantagio Music             | Kim Yeeun (김예은)                                   | K     | K32            | K28            | 27.914         |
| FC Entertainment           | Hayase Hana (하야세 하나) / (早瀬 華)                | J     | J28            | J19            | 100.410        |
| FC Entertainment           | Kishida Ririka (키시다 리리카) / (岸田 莉里花)       | J     | J14            | J11            | 183.342        |
| FENT                       | Kim Doah (김도아)                                    | K     | K09            | K06            | 502.682        |
| FENT                       | Lee Rayeon (이나연)                                  | K     | K18            | K25            | 34.587         |
| FENT                       | Chia Yi (지아이) / (家儀)                            | C     | C12            | C13            | 156.595        |
| Filmko Films               | Lin Chenhan (린천한) / (林辰涵)                      | C     | C30            | C31            | 24.374         |
| FNC Entertainment          | Huh Jiwon (허지원)                                   | K     | K11            | K13            | 156.595        |
| FNC Entertainment          | Hsu Nientzu (쉬니엔츠) / (許念慈)                    | C     | C08            | C05            | 534.755        |
| FNC Entertainment          | May (메이) / (メイ)                                  | J     | J12            | J01            | 1.328.882      |
| FNC Entertainment          | Kim Bora (김보라)                                    | K     | K03            | K19            | 100.410        |
| FNC Entertainment          | Lee Chaeyun (이채윤)                                 | K     | K17            | K11            | 183.342        |
| GNZ48                      | Liang Jiao (량지아오) / (梁娇)                       | C     | C31            | C14            | 148.979        |
| GNZ48                      | Liang Qiao (량치아오) / (梁乔)                       | C     | C32            | C20            | 62.168         |
| Gramarie Entertainment     | Fu Yaning (푸야닝) / ( 符雅凝)                       | C     | C07            | C08            | 286.390        |
| Gramarie Entertainment     | Zhang Luofei (장루오페이) / (张洛菲)                 | C     | C14            | C19            | 100.410        |
| Highline Entertainment     | You Dayeon (유다연)                                  | K     | K20            | K15            | 122.428        |
| Image Music                | Cai Bing (차이빙) / (蔡冰)                           | C     | C28            | C01            | 1.328.882      |
| Jaywalk Newjoy             | Cui Wenmeixiu (추이원메이시우) / (崔文美秀)          | C     | C25            | C25            | 34.587         |
| Jaywalk Newjoy             | Liu Shiqi (리우쓰치) / (刘诗琦)                      | C     | C17            | C28            | 27.914         |
| Jaywalk Newjoy             | Liu Yuhan (리우위한) / (刘钰涵)                      | C     | C18            | C27            | 28.721         |
| Jaywalk Newjoy             | Wang Yale (왕야러) / (王雅乐)                        | C     | C13            | C12            | 156.942        |
| Jellyfish Entertainment    | Kim Dayeon (김다연)                                  | K     | K01            | K09            | 223.105        |
| M-IDOL Entertainment       | Lin Shuyun (린슈윈) / (林書蘊)                       | C     | C29            | C32            | 22.029         |
| MLD Entertainment          | Nonaka Shana (노나카 샤나) / (野仲 紗奈)             | J     | J06            | J08            | 286.390        |
| MNH Entertainment          | Choi Hyerin (최혜린)                                 | K     | K15            | K27            | 28.721         |
| MNH Entertainment          | Sim Seungeun (심승은)                                | K     | K14            | K21            | 54.526         |
| MYSTIC Story               | Kim Suyeon (김수연)                                  | K     | K19            | K08            | 286.390        |
| N.D. Promotion             | Ito Miyu (이토 미유) / (伊藤 美優)                   | J     | J31            | J23            | 40.982         |
| ND Studio                  | Nagai Manami (나가이 마나미) / (永井 愛実)           | J     | J22            | J14            | 148.979        |
| NiD Academy                | Fujimoto Ayaka (후지모토 아야카) / (藤本 彩花)       | J     | J33            | J12            | 156.942        |
| NiD Academy                | Hiyajo Nagomi (히야조 나고미) / (比屋定 和)          | J     | J17            | J26            | 30.194         |
| NiD Academy                | Kuwahara Ayana (쿠와하라 아야나) / (桑原 彩菜)       | J     | J11            | J07            | 351.067        |
| NiD Academy                | Yamauchi Moana (야마우치 모아나) / (山内 若杏名)     | J     | J03            | J13            | 156.595        |
| Origin Music International | Huang Xingqiao (황씽치아오) / (黄星侨)               | C     | C26            | C04            | 843.274        |
| Oscar Promotion            | Kawaguchi Yurina (카와구치 유리나) / (川口 ゆりな)   | J     | J09            | J02            | 1.176.035      |
| Play M Entertainment       | Huening Bahiyyih (휴닝바히에)                        | K     | K26            | K05            | 534.755        |
| S2 Entertainment           | Lee Yeongyung (이연경)                               | K     | K33            | K24            | 40.667         |
| SNH48                      | Ma Yuling (마위링) / (马玉灵)                        | C     | C27            | C22            | 52.096         |
| SNH48                      | Wang Qiuru (왕치우루) / (王秋茹)                     | C     | C19            | C23            | 40.982         |
| Star Master Entertainment  | Wen Zhe (원저) / (文哲)                              | C     | C05            | C17            | 110.687        |
| T Entertainment            | Xu Ziyin (쉬쯔인) / (徐紫茵)                         | C     | C09            | C06            | 502.682        |
| TOP CLASS Entertainment    | Gu Yizhou (구이저우) / (顾逸舟)                      | C     | C21            | C29            | 27.886         |
| TOP CLASS Entertainment    | Shen Xiaoting (션샤오팅) / (沈小婷)                  | C     | C01            | C02            | 1.176.035      |
| TOP Media                  | An Jeongmin (안정민)                                 | K     | K30            | K12            | 156.942        |
| TOP Media                  | Guinn Myah (귄마야)                                  | K     | K27            | K16            | 117.496        |
| Wake One Entertainment     | Cho Haeun (조하은)                                   | K     | K31            | K30            | 25.599         |
| Wake One Entertainment     | Kim Chaehyun (김채현)                                | K     | K23            | K07            | 351.067        |
| Wake One Entertainment     | Suh Jimin (서지민)                                   | K     | K28            | K23            | 40.982         |
| YES IM Entertainment       | Yoon Jia (윤지아)                                    | K     | K22            | K18            | 100.515        |
| Yuehua Entertainment       | Chang Ching (장찡) / (張競)                          | C     | C06            | C33            | 20.354         |
| Yuehua Entertainment       | Chen Hsinwei (천신웨이) / (陈昕葳)                   | C     | C33            | C10            | 209.637        |
| Yuehua Entertainment       | Chien Tzuling (젠쯔링) / (簡紫翎)                    | C     | C16            | C21            | 54.526         |
| Yuehua Entertainment       | Xu Ruowei (쉬뤄웨이) / (徐若惟)                      | C     | C24            | C15            | 122.428        |
| Yuehua Entertainment       | Yang Zige (양쯔거) / (杨梓格)                        | C     | C15            | C16            | 117.496        |
| Yuehua Entertainment       | Zhou Xinyu (저우신위) / (周心语)                     | C     | C23            | C18            | 100.515        |

### Top 9
| Classificação | Episódio 2                                     |
| ------------- | ---------------------------------------------- |
| 1             | Ezaki Hikaru (에자키 히카루) / (江崎 ひかる)   |
| 2             | Kang Yeseo (강예서)                            |
| 3             | Shen Xiaoting (션샤오팅) / (沈小婷)            |
| 4             | Su Ruiqi (수루이치) / (苏芮琪)                 |
| 5             | Jeong Jiyoon (정지윤)                          |
| 6             | Seo Youngeun (서영은)                          |
| 7             | Choi Yujin (최유진)                            |
| 8             | Cai Bing (차이빙) / (蔡冰)                     |
| 9             | Kuwahara Ayana (쿠와하라 아야나) / (桑原 彩菜) |

| Classificação | Episódio 5                                         |
| ------------- | -------------------------------------------------- |
| 1             | Kawaguchi Yurina (카와구치 유리나) / (川口 ゆりな) |
| 2             | Shen Xiaoting (션샤오팅) / (沈小婷)                |
| 3             | Ezaki Hikaru (에자키 히카루) / (江崎 ひかる)       |
| 4             | Choi Yujin (최유진)                                |
| 5             | Sakamoto Mashiro (사카모토 마시로) / (坂本 舞白)   |
| 6             | Su Ruiqi (수루이치) / (苏芮琪)                     |
| 7             | Cai Bing (차이빙) / (蔡冰)                         |
| 8             | Kang Yeseo (강예서)                                |
| 9             | Kim Chaehyun (김채현)                              |

## Células
Células são times de 3 compostos por uma integrante do grupo K, uma do grupo C e uma do grupo J.

### Células originais
| #  | C               | K                | J                |
| -- | --------------- | ---------------- | ---------------- |
| 1  | Cai Bing        | Huh Jiwon        | Sakurai Miu      |
| 2  | Chang Ching     | Ryu Sion         | Terasaki Hina    |
| 3  | Chen Hsinwei    | Kim Doah         | Okuma Sumomo     |
| 4  | Chiayi          | Kang Yeseo       | Kamikura Rei     |
| 5  | Chien Tzuling   | Sim Seungeun     | Ando Rinka       |
| 6  | Cui Wenmeixiu   | Lee Yeongyung    | Sakamoto Mashiro |
| 7  | Fu Yaning       | Kim Suyeon       | Nonaka Shana     |
| 8  | Gu Yizhou       | Kim Yeeun        | Kawaguchi Yurina |
| 9  | Ho Szeching     | Seo Youngeun     | Inaba Vivienne   |
| 10 | Hsu Nientzu     | Huening Bahiyyih | Sakamoto Shihona |
| 11 | Huang Xingqiao  | Kim Chaehyun     | Kanno Miyu       |
| 12 | Leung Cheukying | Kim Sein         | Nagai Manami     |
| 13 | Li Yiman        | Yoon Jia         | Oki Fuka         |
| 14 | Liang Jiao      | Lee Hyewon       | Kamimoto Kotone  |
| 15 | Liang Qiao      | Joung Min        | Hayashi Fuko     |
| 16 | Lin Chenhan     | Lee Chaeyun      | Ikema Ruan       |
| 17 | Lin Shuyun      | Han Dana         | Fujimoto Ayaka   |
| 18 | Liu Shiqi       | Lee Yunji        | Murakami Yume    |
| 19 | Liu Yuhan       | Guinn Myah       | Kuwahara Ayana   |
| 20 | Ma Yuling       | An Jeongmin      | Shima Moka       |
| 21 | Poon Wingchi    | Lee Sunwoo       | Hiyajo Nagomi    |
| 22 | Shen Xiaoting   | Kim Dayeon       | Ezaki Hikaru     |
| 23 | Su Ruiqi        | You Dayeon       | Kishida Ririka   |
| 24 | Wang Qiuru      | Choi Hyerin      | Aratake Rinka    |
| 25 | Wang Yale       | Jeong Jiyoon     | Nakamura Kyara   |
| 26 | Wenzhe          | Choi Yeyoung     | Ito Miyu         |
| 27 | Wu Tammy        | Lee Rayeon       | Yamauchi Moana   |
| 28 | Xia Yan         | Kim Hyerim       | Kubo Reina       |
| 29 | Xu Ruowei       | Cho Haeun        | Arai Risako      |
| 30 | Xu Ziyin        | Choi Yujin       | Okazaki Momoko   |
| 31 | Yang Zige       | Kim Yubin        | Kitajima Yuna    |
| 32 | Zhang Luofei    | Kim Bora         | Hayase Hana      |
| 33 | Zhou Xinyu      | Suh Jimin        | May              |

### Células do segundo episódio
| #  | C               | K                | J                |
| -- | --------------- | ---------------- | ---------------- |
| 1  | Cai Bing        | Choi Yujin       | May              |
| 2  | Chang Ching     | Ryu Sion         | Terasaki Hina    |
| 3  | Chen Hsinwei    | Choi Yeyoung     | Kubo Reina       |
| 4  | Chiayi          | Huh Jiwon        | Yamauchi Moana   |
| 5  | Chien Tzuling   | Sim Seungeun     | Ando Rinka       |
| 6  | Cui Wenmeixiu   | Lee Rayeon       | Oki Fuka         |
| 7  | Fu Yaning       | Kim Suyeon       | Nonaka Shana     |
| 8  | Gu Yizhou       | Lee Yunji        | Murakami Yume    |
| 9  | Ho Szeching     | Cho Haeun        | Kanno Miyu       |
| 10 | Hsu Nientzu     | Huening Bahiyyih | Sakamoto Shihona |
| 11 | Huang Xingqiao  | Kang Yeseo       | Sakamoto Mashiro |
| 12 | Leung Cheukying | Lee Chaeyun      | Kishida Ririka   |
| 13 | Li Yiman        | Kim Chaehyun     | Kuwahara Ayana   |
| 14 | Liang Jiao      | Lee Hyewon       | Nagai Manami     |
| 15 | Liang Qiao      | Joung Min        | Hayashi Fuko     |
| 16 | Lin Chenhan     | Han Dana         | Kitajima Yuna    |
| 17 | Lin Shuyun      | Kim Yubin        | Nakamura Kyara   |
| 18 | Liu Shiqi       | Kim Yeeun        | Ikema Ruan       |
| 19 | Liu Yuhan       | Choi Hyerin      | Aratake Rinka    |
| 20 | Ma Yuling       | Kim Hyerim       | Okuma Sumomo     |
| 21 | Poon Wingchi    | Lee Sunwoo       | Hiyajo Nagomi    |
| 22 | Shen Xiaoting   | Seo Yeongeun     | Kawaguchi Yurina |
| 23 | Su Ruiqi        | Jeong Jiyoon     | Ezaki Hikaru     |
| 24 | Wang Qiuru      | Suh Jimin        | Ito Miyu         |
| 25 | Wang Yale       | An Jeongmin      | Fujimoto Ayaka   |
| 26 | Wenzhe          | Kim Sein         | Okazaki Momoko   |
| 27 | Wu Tammy        | Kim Dayeon       | Sakurai Miu      |
| 28 | Xia Yan         | Lee Yeongyung    | Inaba Vivienne   |
| 29 | Xu Ruowei       | You Dayeon       | Kamikura Rei     |
| 30 | Xu Ziyin        | Kim Doah         | Arai Risako      |
| 31 | Yang Zige       | Guinn Myah       | Kamimoto Kotone  |
| 32 | Zhang Luofei    | Kim Bora         | Hayase Hana      |
| 33 | Zhou Xinyu      | Yoon Jia         | Shima Moka       |

## Missões

### Stage Planet Demo
Legenda
     Planet Top 9
     Candidata a Planet Top 9
Times em negrito são os quais as aprentaçoes não foram transmitidas parcialmente ou completamente
| Apresentação | Apresentação          | Apresentação  | Time                   | Participante     |            | Apresentação                  | Apresentação      | Apresentação        | Time             | Participante |
| #            | Artista original      | Música        | Time                   | Participante     | #          | Artista original              | Música            |                     | Time             | Participante |
| Episódio 1   | Episódio 1            | Episódio 1    | Episódio 1             | Episódio 1       | Episódio 2 | Episódio 2                    | Episódio 2        | Episódio 2          | Episódio 2       |              |
| ------------ | --------------------- | ------------- | ---------------------- | ---------------- | ---------- | ----------------------------- | ----------------- | ------------------- | ---------------- | ------------ |
| 1            | Produce 48            | "Rumor"       | Visual Killer          | Chen Hsinwei     | 19         | Mamamoo                       | "Gogobebe"        | Joker               | Oki Fuka         |              |
| 1            | Produce 48            | "Rumor"       | Visual Killer          | Huang Xingqiao   | 19         | Mamamoo                       | "Gogobebe"        | Joker               | Kubo Reina       |              |
| 1            | Produce 48            | "Rumor"       | Visual Killer          | Shen Xiaoting    | 19         | Mamamoo                       | "Gogobebe"        | Joker               | Sakamoto Shihona |              |
| 1            | Produce 48            | "Rumor"       | Visual Killer          | Xu Ruowei        | 19         | Mamamoo                       | "Gogobebe"        | Joker               | Ando Rinka       |              |
| 2            | Twice                 | "Fancy"       | Crystal Girls          | Hayase Hana      | 20         | Apink                         | "Mr. Chu"         | Eighteen Girls      | Kim Yeeun        |              |
| 2            | Twice                 | "Fancy"       | Crystal Girls          | Kawaguchi Yurina | 20         | Apink                         | "Mr. Chu"         | Eighteen Girls      | Lee Hyewon       |              |
| 2            | Twice                 | "Fancy"       | Crystal Girls          | Kishida Ririka   | 20         | Apink                         | "Mr. Chu"         | Eighteen Girls      | Huening Bahiyyih |              |
| 2            | Twice                 | "Fancy"       | Crystal Girls          | Kitajima Yuna    | 20         | Apink                         | "Mr. Chu"         | Eighteen Girls      | Cho Haeun        |              |
| 2            | Twice                 | "Fancy"       | Crystal Girls          | Murakami Yume    | 21         | Seulgi, SinB, Chungha, Soyeon | "Wow Thing"       | Fireworks           | You Dayeon       |              |
| 3            | Aespa                 | "Black Mamba" | Cuties                 | An Jeongmin      | 21         | Seulgi, SinB, Chungha, Soyeon | "Wow Thing"       | Fireworks           | Kim Hyerim       |              |
| 3            | Aespa                 | "Black Mamba" | Cuties                 | Kim Chaehyun     | 21         | Seulgi, SinB, Chungha, Soyeon | "Wow Thing"       | Fireworks           | Lee Sunwoo       |              |
| 3            | Aespa                 | "Black Mamba" | Cuties                 | Lee Yunji        | 21         | Seulgi, SinB, Chungha, Soyeon | "Wow Thing"       | Fireworks           | Kim Doah         |              |
| 4            | NCT 127               | "Kick It"     | Hot~Sauce              | Yoon Jia         | 22         | Chungha                       | "Snapping"        | China               | Su Ruiqi         |              |
| 4            | NCT 127               | "Kick It"     | Hot~Sauce              | Seo Youngeun     | 23         | Gain                          | "Paradise Lost"   | Coreia do Sul       | Sim Seungeun     |              |
| 5            | (G)I-dle              | "Dumdi Dumdi" | December Girl          | Hiyajo Nagomi    | 24         | Hwasa                         | "Maria"           | Dreaming Magic Girl | Gu Yizhou        |              |
| 5            | (G)I-dle              | "Dumdi Dumdi" | December Girl          | Sakamoto Mashiro | 24         | Hwasa                         | "Maria"           | Dreaming Magic Girl | Chien Tzuling    |              |
| 6            | BoA                   | "Black"       | Japão                  | Yamauchi Moana   | 25         | Little Mix                    | "Bounce Back"     | Bbo Yoon            | Jeong Jiyoon     |              |
| 7            | DIA                   | "Hug U"       | Spring Girls           | Arai Risako      | 25         | Little Mix                    | "Bounce Back"     | Bbo Yoon            | Kim Bora         |              |
| 7            | DIA                   | "Hug U"       | Spring Girls           | Hayashi Fuko     | 26         | Hyuna                         | "Bubble Pop!"     | Coreia do Sul       | Choi Yujin       |              |
| 7            | DIA                   | "Hug U"       | Spring Girls           | Kanno Miyu       | 27         | WJSN                          | "Boogie Up"       | Sparkling Girls     | May              |              |
| 7            | DIA                   | "Hug U"       | Spring Girls           | Nagai Manami     | 27         | WJSN                          | "Boogie Up"       | Sparkling Girls     | Fujimoto Ayaka   |              |
| 7            | DIA                   | "Hug U"       | Spring Girls           | Sakurai Miu      | 27         | WJSN                          | "Boogie Up"       | Sparkling Girls     | Inaba Vivienne   |              |
| 8            | Oh My Girl            | "Nonstop"     | Energy Youngest        | Ikema Ruan       | 27         | WJSN                          | "Boogie Up"       | Sparkling Girls     | Okuma Sumomo     |              |
| 8            | Oh My Girl            | "Nonstop"     | Energy Youngest        | Kuwahara Ayana   | 28         | I.O.I                         | "Whatta Man"      | Electric Shock      | Huh Jiwon        |              |
| 9            | Blackpink             | "Boombayah"   | Burn Crush             | Ezaki Hikaru     | 28         | I.O.I                         | "Whatta Man"      | Electric Shock      | Kim Yubin        |              |
| 9            | Blackpink             | "Boombayah"   | Burn Crush             | Kamikura Rei     | 28         | I.O.I                         | "Whatta Man"      | Electric Shock      | Suh Jimin        |              |
| 9            | Blackpink             | "Boombayah"   | Burn Crush             | Kamimoto Kotone  | 28         | I.O.I                         | "Whatta Man"      | Electric Shock      | Lee Rayeon       |              |
| 9            | Blackpink             | "Boombayah"   | Burn Crush             | Nonaka Shana     | 29         | (G)I-dle                      | "Latata"          | Witches             | Aratake Rinka    |              |
| 10           | K/DA                  | "Pop/Stars"   | Shooting~Star          | Choi Yeyoung     | 29         | (G)I-dle                      | "Latata"          | Witches             | Nakamura Kyara   |              |
| 10           | K/DA                  | "Pop/Stars"   | Shooting~Star          | Kim Dayeon       | 29         | (G)I-dle                      | "Latata"          | Witches             | Shima Moka       |              |
| 10           | K/DA                  | "Pop/Stars"   | Shooting~Star          | Kim Suyeon       | 30         | Sunmi                         | "Siren"           | China               | Xu Ziyin         |              |
| 11           | Iz*One                | "Violeta"     | Luxury Proportion Girl | Cui Wenmeixiu    | 31         | Produce 48                    | "1000%"           | Marshmallows        | Ito Miyu         |              |
| 11           | Iz*One                | "Violeta"     | Luxury Proportion Girl | Wang Qiuru       | 31         | Produce 48                    | "1000%"           | Marshmallows        | Terasaki Hina    |              |
| 11           | Iz*One                | "Violeta"     | Luxury Proportion Girl | Xia Yan          | 31         | Produce 48                    | "1000%"           | Marshmallows        | Okazaki Momoko   |              |
| 11           | Iz*One                | "Violeta"     | Luxury Proportion Girl | Yang Zige        | 32         | Twice                         | "I Can't Stop Me" | Cotton Candy        | Lee Yeongyung    |              |
| 11           | Iz*One                | "Violeta"     | Luxury Proportion Girl | Zhang Luofei     | 32         | Twice                         | "I Can't Stop Me" | Cotton Candy        | Joung Min        |              |
| 11           | Iz*One                | "Violeta"     | Luxury Proportion Girl | Zhou Xinyu       | 32         | Twice                         | "I Can't Stop Me" | Cotton Candy        | Han Dana         |              |
| 12           | 4Minute               | "Crazy"       | Monster Baby           | Guinn Myah       | 32         | Twice                         | "I Can't Stop Me" | Cotton Candy        | Ryu Sion         |              |
| 12           | 4Minute               | "Crazy"       | Monster Baby           | Kang Yeseo       | 32         | Twice                         | "I Can't Stop Me" | Cotton Candy        | Choi Hyerin      |              |
| 12           | 4Minute               | "Crazy"       | Monster Baby           | Kim Sein         |            |                               |                   |                     |                  |              |
| 12           | 4Minute               | "Crazy"       | Monster Baby           | Lee Chaeyun      |            |                               |                   |                     |                  |              |
| 13           | WJSN-Chocome          | "Hmph!"       | Twins                  | Liang Jiao       |            |                               |                   |                     |                  |              |
| 13           | WJSN-Chocome          | "Hmph!"       | Twins                  | Liang Qiao       |            |                               |                   |                     |                  |              |
| 14           | Itzy                  | "Wannabe"     | Pallet Girls           | Leung Cheukying  |            |                               |                   |                     |                  |              |
| 14           | Itzy                  | "Wannabe"     | Pallet Girls           | Li Yiman         |            |                               |                   |                     |                  |              |
| 14           | Itzy                  | "Wannabe"     | Pallet Girls           | Lin Shuyun       |            |                               |                   |                     |                  |              |
| 14           | Itzy                  | "Wannabe"     | Pallet Girls           | Poon Wingchi     |            |                               |                   |                     |                  |              |
| 14           | Itzy                  | "Wannabe"     | Pallet Girls           | Wu Tammy         |            |                               |                   |                     |                  |              |
| 15           | Girls' Generation-TTS | "Twinkle"     | Shining Girl           | Liu Shiqi        |            |                               |                   |                     |                  |              |
| 15           | Girls' Generation-TTS | "Twinkle"     | Shining Girl           | Ma Yuling        |            |                               |                   |                     |                  |              |
| 15           | Girls' Generation-TTS | "Twinkle"     | Shining Girl           | Wang Yale        |            |                               |                   |                     |                  |              |
| 16           | Oh My Girl            | "Dolphin"     | S2                     | Ho Szeching      |            |                               |                   |                     |                  |              |
| 16           | Oh My Girl            | "Dolphin"     | S2                     | Hsu Nientzu      |            |                               |                   |                     |                  |              |
| 17           | T-ara                 | "Roly-Poly"   | 0505 Youngest          | Lin Chenhan      |            |                               |                   |                     |                  |              |
| 17           | T-ara                 | "Roly-Poly"   | 0505 Youngest          | Liu Yuhan        |            |                               |                   |                     |                  |              |
| 18           | CLC                   | "Helicopter"  | Strong Girls           | Cai Bing         |            |                               |                   |                     |                  |              |
| 18           | CLC                   | "Helicopter"  | Strong Girls           | Chang Ching      |            |                               |                   |                     |                  |              |
| 18           | CLC                   | "Helicopter"  | Strong Girls           | Chiayi           |            |                               |                   |                     |                  |              |
| 18           | CLC                   | "Helicopter"  | Strong Girls           | Fu Yaning        |            |                               |                   |                     |                  |              |
| 18           | CLC                   | "Helicopter"  | Strong Girls           | Wen Zhe          |            |                               |                   |                     |                  |              |

### Missão 1: Missão Connect
Legenda
     Time vencedor
     Líder
Negrito são as células que escolheram outras células para formar times.
| Apresentação     | Apresentação           | Time | Célula | Participantes    | Participantes   | Participantes    |
| Artista original | Música                 | #    | #      | K                | C               | J                |
| ---------------- | ---------------------- | ---- | ------ | ---------------- | --------------- | ---------------- |
| Blackpink        | "How You Like That"    | 1    | 1      | Lee Yeongyung    | Xia Yan         | Inaba Vivienne   |
| Blackpink        | "How You Like That"    | 1    | 2      | Seo Youngeun     | Shen Xiaoting   | Kawaguchi Yurina |
| Blackpink        | "How You Like That"    | 1    | 3      | Choi Yujin       | Cai Bing        | May              |
| Blackpink        | "How You Like That"    | 2    | 1      | Yoon Jia         | Zhou Xinyu      | Shima Moka       |
| Blackpink        | "How You Like That"    | 2    | 2      | Kim Dayeon       | Wu Tammy        | Sakurai Miu      |
| Blackpink        | "How You Like That"    | 2    | 3      | Sim Seungeun     | Chien Tzuling   | Ando Rinka       |
| Iz*One           | "Fiesta"               | 1    | 1      | Lee Sunwoo       | Poon Wingchi    | Hiyajo Nagomi    |
| Iz*One           | "Fiesta"               | 1    | 2      | Choi Yeyoung     | Chen Hsinwei    | Kubo Reina       |
| Iz*One           | "Fiesta"               | 1    | 3      | Kang Yeseo       | Huang Xingqiao  | Sakamoto Mashiro |
| Iz*One           | "Fiesta"               | 2    | 1      | Huening Bahiyyih | Hsu Nientzu     | Sakamoto Shihona |
| Iz*One           | "Fiesta"               | 2    | 2      | Suh Jimin        | Wang Qiuru      | Ito Miyu         |
| Iz*One           | "Fiesta"               | 2    | 3      | Kim Yubin        | Lin Shuyun      | Nakamura Kyara   |
| Oh My Girl       | "The Fifth Season"     | 1    | 1      | Ryu Sion         | Chang Ching     | Terasaki Hina    |
| Oh My Girl       | "The Fifth Season"     | 1    | 2      | Kim Bora         | Zhang Luofei    | Hayase Hana      |
| Oh My Girl       | "The Fifth Season"     | 1    | 3      | Lee Hyewon       | Liang Jiao      | Nagai Minami     |
| Oh My Girl       | "The Fifth Season"     | 2    | 1      | Joung Min        | Liang Qiao      | Hayashi Fuko     |
| Oh My Girl       | "The Fifth Season"     | 2    | 2      | Lee Rayeon       | Cui Wenmeixiu   | Oki Fuka         |
| Oh My Girl       | "The Fifth Season"     | 2    | 3      | Cho Haeun        | Ho Szeching     | Kanno Miyu       |
| Twice            | "Yes or Yes"           | 1    | 1      | Kim Hyerim       | Ma Yuling       | Okuma Sumomo     |
| Twice            | "Yes or Yes"           | 1    | 2      | Huh Jiwon        | Chiayi          | Yamauchi Moana   |
| Twice            | "Yes or Yes"           | 1    | 3      | Kim Chaehyun     | Li Yiman        | Kuwahara Ayana   |
| Twice            | "Yes or Yes"           | 2    | 1      | Kim Doah         | Xu Ziyin        | Arai Risako      |
| Twice            | "Yes or Yes"           | 2    | 2      | Kim Sein         | Wen Zhe         | Okazaki Momoko   |
| Twice            | "Yes or Yes"           | 2    | 3      | Lee Chaeyun      | Leung Cheukying | Kishida Ririka   |
| EBS              | "The Eve" (EXO)        | 1    | 1      | You Dayeon       | Xu Ruowei       | Kamikura Rei     |
| EBS              | "The Eve" (EXO)        | 1    | 2      | Kim Suyeon       | Fu Yaning       | Nonaka Shana     |
| EBS              | "The Eve" (EXO)        | 1    | 3      | Jeong Jiyoon     | Su Ruiqi        | Ezaki Hikaru     |
| EBS              | "Mic Drop" (BTS)       | 2    | 1      | Han Dana         | Lin Chenhan     | Kitajima Yuna    |
| EBS              | "Mic Drop" (BTS)       | 2    | 2      | An Jeongmin      | Wang Yale       | Aratake Rinka    |
| EBS              | "Mic Drop" (BTS)       | 2    | 3      | Choi Hyerin      | Liu Yuhan       | Fujimoto Ayaka   |
| EBS              | "Pretty U" (Seventeen) | 3    | 1      | Kim Yeeun        | Liu Shiqi       | Ikema Ruan       |
| EBS              | "Pretty U" (Seventeen) | 3    | 2      | Guinn Myah       | Yang Zige       | Kamimoto Kotone  |
| EBS              | "Pretty U" (Seventeen) | 3    | 3      | Lee Yunji        | Gu Yizhou       | Murakami Yume    |

## Eliminações
| Células eliminadas                                             | Células eliminadas                    | Células eliminadas                                                | Células eliminadas                       | Células eliminadas                        | Células eliminadas                     | Células eliminadas                        | Células eliminadas                                            | Células eliminadas                    |
| -------------------------------------------------------------- | ------------------------------------- | ----------------------------------------------------------------- | ---------------------------------------- | ----------------------------------------- | -------------------------------------- | ----------------------------------------- | ------------------------------------------------------------- | ------------------------------------- |
| Kim Sein e Okazaki Momoko.(Wen Zhe foi salva pelo planet pass) | You Dayeon, Xu Ruowei e Kamikura Rei. | Na Yuling e Okuma Sumomo. (Kim Hyerim foi salva pelo planet pass) | Lee Yeongyung, Xia Yan e Inaba Vivienne. | Sim Seungeun, Chien Tzuling e Ando Rinka. | Joung Min, Liang Qiao e Hayashi Fuko.  | Lee Sunwoo, Poon Wingchi e Hiyajo Nagomi. | Kim Yeeun e Liu Shiqi.(Ikema Ryan foi salva pelo planet pass) | Lee Yunji, Gu Yizhou e Murakami Yume. |
| Lee Rayeon, Cui Wenmeixiu e Oki Fuka.                          | Suh Jimin, Wang Qiuru e Ito Miyu.     | Rui Sion, Chang Ching e Terasaki Hina.                            | Choi Hyerin, Liu Yuhan e Aratake Rinka.  | Kim Yubin, Lin Shuyun e Nakamura Kyara.   | Han Dana, Lin Chenhan e Kitajima Yuna. | Cho Haeun, Ho Szeching e Kanno Miyu.      |                                                               |                                       |